# Ferdinand Georg Frobenius
Ferdinand Georg Frobenius (Berlim, 26 de outubro de 1849 — Berlim, 3 de agosto de 1917) foi um matemático alemão, mais conhecido por suas contribuições à teoria das funções elípticas, equações diferenciais, teoria dos números e teoria dos grupos. Ele é conhecido pelas famosas identidades determinantes, conhecidas como fórmulas de Frobenius-Stickelberger, que regem as funções elípticas, e por desenvolver a teoria das formas biquadráticas. Ele também foi o primeiro a introduzir a noção de aproximações racionais de funções (hoje conhecidas como aproximações de Padé), e deu a primeira prova completa para o teorema de Cayley-Hamilton. Ele também emprestou seu nome a certos objetos geométricos diferenciais na física matemática moderna, conhecidos como variedades de Frobenius.

## Biografia
Ferdinand Georg Frobenius nasceu em 26 de outubro de 1849 em Charlottenburg, um subúrbio de Berlim dos pais Christian Ferdinand Frobenius, um pároco protestante, e Christine Elizabeth Friedrich. Ele entrou no Joachimsthal Gymnasium em 1860 quando tinha quase onze anos. Em 1867, depois de se formar, ele foi para a Universidade de Göttingen, onde começou seus estudos universitários, mas só estudou lá por um semestre antes de retornar a Berlim, onde assistiu a palestras de Kronecker, Kummer e Karl Weierstrass. Ele recebeu seu doutorado (premiado com distinção) em 1870, supervisionado por Weierstrass. Sua tese, orientada por Weierstrass, foi sobre a solução de equações diferenciais. Em 1874, depois de ter lecionado no ensino médio, primeiro no Joachimsthal Gymnasium e depois na Sophienrealschule, foi nomeado professor extraordinário de matemática para a Universidade de Berlim. Frobenius estava em Berlim apenas um ano antes de ir para Zurique para assumir uma posição como professor ordinário no Eidgenössische Polytechnikum. Por dezessete anos, entre 1875 e 1892, Frobenius trabalhou em Zurique. Foi lá que ele se casou, criou sua família e fez um trabalho muito importante em áreas amplamente diferentes da matemática. Nos últimos dias de dezembro de 1891, Kronecker morreu e, portanto, sua cadeira em Berlim ficou vaga. Weierstrass, acreditando fortemente que Frobenius era a pessoa certa para manter Berlim na vanguarda da matemática, usou sua influência considerável para nomear Frobenius. Em 1893, ele retornou a Berlim, onde foi eleito para a Academia Prussiana de Ciências.

## Contribuições para a teoria do grupo
A teoria de grupo foi um dos principais interesses de Frobenius na segunda metade de sua carreira. Uma de suas primeiras contribuições foi a prova dos teoremas de Sylow para grupos abstratos. As provas anteriores foram para grupos de permutação. Sua prova do primeiro teorema de Sylow (sobre a existência de grupos de Sylow) é uma das frequentemente usadas hoje.
- Frobenius também provou o seguinte teorema fundamental: Se um inteiro positivo n divide a ordem | G | de um grupo finito G, então o número de soluções da equação x n = 1 em G é igual a kn para algum inteiro positivo k. Ele também propôs o seguinte problema: Se, no teorema acima, k = 1, então as soluções da equação x n = 1 em G formam um subgrupo. Esse problema foi resolvido para grupos solucionáveis, muitos anos antes.[4] Somente em 1991, após a classificação de grupos finitos simples, este problema foi resolvido em geral.

Mais importante foi a sua criação da teoria dos caracteres e representações de grupos, que são ferramentas fundamentais para estudar a estrutura dos grupos. Este trabalho levou à noção de reciprocidade de Frobenius e à definição do que agora são chamados de grupos de Frobenius. Um grupo G é considerado um grupo de Frobenius se houver um subgrupo H < G tal que para todos.
{\displaystyle H\cap H^{x}=\{1\}} for all {\displaystyle x\in G-H}.
Nesse caso, o conjunto
{\displaystyle N=G\,-\!\!\bigcup _{x\in G-H}\!\!H^{x}}
junto com o elemento de identidade de G forma um subgrupo que é nilpotente como John G. Thompson mostrou em 1959. Todas as provas conhecidas desse teorema fazem uso de caracteres. Em seu primeiro artigo sobre personagens (1896), Frobenius construiu a tabela de personagens do grupo de ordem (1/2) ( p 3 - p) para todos os primos ímpares p (este grupo é simples desde que p > 3). Ele também fez contribuições fundamentais para a teoria da representação dos grupos simétricos e alternados.

## Contribuições para a teoria dos números
Frobenius introduziu uma forma canónica de transformar primos em classes de conjugação em grupos de Galois sobre Q. Especificamente, se K / Q é uma extensão finita de Galois, então para cada primo (positivo) p que não se ramifica em K e para cada ideal primo P situado sobre p em K, há um único elemento g de Gal ( K / Q ) que satisfaz a condição g ( x ) = x p (mod P ) para todos os inteiros x de K. Variar P sobre p transforma g em um conjugado (e todo conjugado de g ocorre dessa maneira), de modo que a classe de conjugação de g no grupo de Galois está canonicamente associada a p. Isso é chamado de classe de conjugação Frobenius de p e qualquer elemento da classe de conjugação é chamado de elemento Frobenius de p. Se tomarmos para K o m ésimo campo ciclotômico, cujo grupo de Galois sobre Q é o módulo de unidades m (e, portanto, é abeliano, então as classes de conjugação tornam-se elementos), então, parap não dividindo m a classe de Frobenius no grupo de Galois é p mod m. Deste ponto de vista, a distribuição das classes de conjugação de Frobenius em grupos de Galois sobre Q (ou, mais geralmente, grupos de Galois sobre qualquer campo numérico) generaliza o resultado clássico de Dirichlet sobre os primos em progressões aritméticas. O estudo de grupos de Galois de extensões de grau infinito de Q depende crucialmente desta construção de elementos de Frobenius, que fornece em certo sentido um subconjunto denso de elementos que são acessíveis para um estudo detalhado.

## Publicações
- Frobenius, Ferdinand Georg (1968),  Serre, J.-P., ed., Gesammelte Abhandlungen. Volumes I, II, III, ISBN 978-3-540-04120-7, Berlim, Nova Iorque: Springer-Verlag, MR 0235974
- De functionum analyticarum unius variabilis per series infinitas repraesentatione (em latim), Dissertation, 1870
- Über die Entwicklung analytischer Functionen in Reihen, die nach gegebenen Functionen fortschreiten (em alemão), Journal für die reine und angewandte Mathematik 73, 1–30 (1871)
- Über die algebraische Auflösbarkeit der Gleichungen, deren Coefficienten rationale Functionen einer Variablen sind (em alemão), Journal für die reine und angewandte Mathematik 74, 254–272 (1872)
- Über den Begriff der Irreductibilität in der Theorie der linearen Differentialgleichungen (em alemão), Journal für die reine und angewandte Mathematik 76, 236–270 (1873)
- Über die Integration der linearen Differentialgleichungen durch Reihen (em alemão), Journal für die reine und angewandte Mathematik 76, 214–235 (1873)
- Über die Determinante mehrerer Functionen einer Variablen (em alemão), Journal für die reine und angewandte Mathematik 77, 245–257 (1874)
- Über die Vertauschung von Argument und Parameter in den Integralen der linearen Differentialgleichungen (em alemão), Journal für die reine und angewandte Mathematik 78, 93–96 (1874)
- Anwendungen der Determinantentheorie auf die Geometrie des Maaßes (em alemão), Journal für die reine und angewandte Mathematik 79, 185–247 (1875)
- Über algebraisch integrirbare lineare Differentialgleichungen (em alemão), Journal für die reine und angewandte Mathematik 80, 183–193 (1875)
- Über das Pfaffsche Problem (em alemão), Journal für die reine und angewandte Mathematik 82, 230–315 (1875)
- Über die regulären Integrale der linearen Differentialgleichungen (em alemão), Journal für die reine und angewandte Mathematik 80, 317–333 (1875)
- Note sur la théorie des formes quadratiques à un nombre quelconque de variables (em francês), Comptes rendus de l'Académie des Sciences Paris 85, 131–133 (1877)
- Zur Theorie der elliptischen Functionen (em alemão), Journal für die reine und angewandte Mathematik 83, 175–179 (1877)
- Über adjungirte lineare Differentialausdrücke (em alemão), Journal für die reine und angewandte Mathematik 85, 185–213 (1878)
- Über lineare Substitutionen und bilineare Formen (em alemão), Journal für die reine und angewandte Mathematik 84, 1–63 (1878)
- Über homogene totale Differentialgleichungen (em alemão), Journal für die reine und angewandte Mathematik 86, 1–19 (1879)
- Ueber Matrizen aus nicht negativen Elementen (em alemão), Sitzungsberichte der Königlich Preussischen Akademie der Wissenschaften 26, 456—477 (1912)